# Борисенко Олексій Григорович
Олексі́й Григо́рович Борисе́нко (нар. 1868, Новочеркаськ, Область Війська Донського — пом. 26 травня 1941, м. Ростов-на-Дону) — співак (лірико-драматичний тенор), оперний режисер і педагог. Заслужений артист РРФСР (1940). Чоловік співачки Марії Ростовської-Ковалевської.

## Життєпис
Народився в українській родині в Ростовській області.
Навчався вокалу у Придворній співацькій капелі Санкт-Петербурга. 1887—1992 — соліст цієї капели.
Приватно навчався у професора Поццо в Мілані.
1886—1887 — артист трупи Марка Кропивницького.
1893—1896 — соліст Київської опери.
1896—1898 — соліст Харківської опери.
1903—1907 і 1913—1924 — соліст і режисер Оперного театру С. Зиміна в Москві.
1924—1925 — головний режисер Одеського театру опери і балету, де поставив оперу «За серп і молот», «Ріголетто», «Травіату». Викладав в Одеському музичному технікумі (завідувач оперного класу).
1925—1926 — режисер оперного театру в Баку.
1926—1945 — жив і працював в Ростові-на-Дону: керував оперною студією в місцевому музичному технікумі, 1931—1932 років працював головним режисером Ростовського оперного театру.

## Партії
- Петро («Наталка Полтавка» М. Лисенка)
- Андрій («Запорожець за Дунаєм» С. Гулака-Артемовського)
- Хозе («Кармен» Ж. Бізе)
- Лоенгрін («Лоенгрін» Р. Вагнера)
- Герман («Пікова дама» П. Чайковського)
- Радамес («Аїда» Дж. Верді)
- Каварадоссі, де Гріє («Тоска», «Манон Леско» Дж. Пуччіні)
- Молодий циган («Алеко» С. Рахманінова; Київська опера) — 1-й виконавець